# 순종견

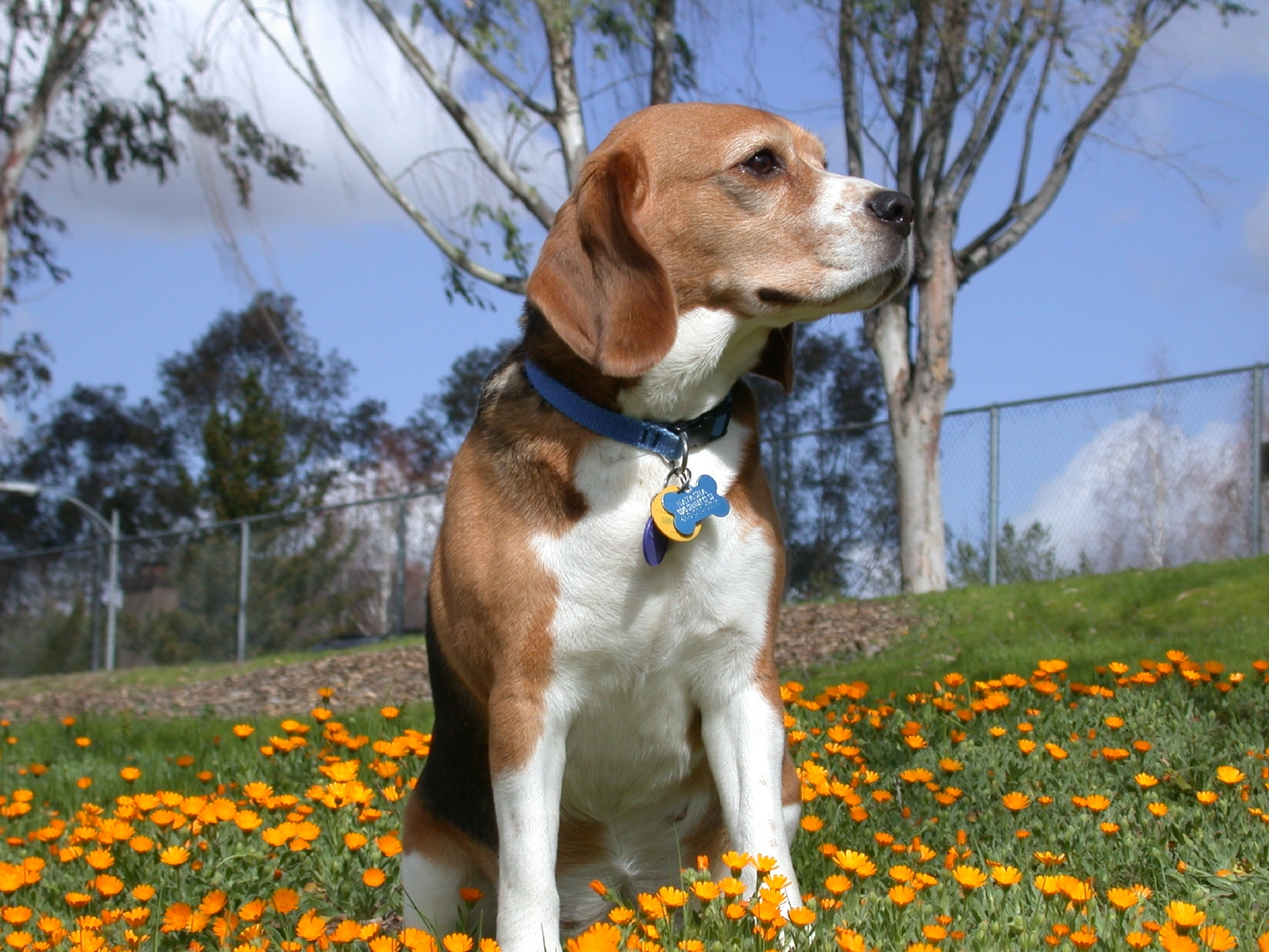
순종인 비글

순종견(純種犬)은 순혈종인 개이다.

## 건강 문제
혈통 대장이 폐쇄된 등록소에서 나온 개들의 경우 유전적 질환이 문제가 되고 있다.
일반적인 증상으로 대형견에게서 볼 수 있는 고관절이형성, 그리고 도베르만 핀셔의 혈소판에 영향을 주는 폰빌레브란트병, 그리고 샤페이 및 기타 수많은 견종에서 볼 수 있는 내번, 그리고 수많은 종에서 볼 수 있는 점진적 망막 위축 등이 포함된다. 2008년, 혈통견의 건강 문제를 다룬 "Pedigree Dogs Exposed"라는 다큐멘터리가 BBC를 통해 방영되었다.